# Aloe keayi
Aloe keayi är en grästrädsväxtart som beskrevs av Gilbert Westacott Reynolds. Aloe keayi ingår i släktet Aloe och familjen grästrädsväxter.
Artens utbredningsområde är Ghana. Inga underarter finns listade i Catalogue of Life.